# Liste der Baudenkmäler in Rommerskirchen
Die Liste der Baudenkmäler in Rommerskirchen enthält die denkmalgeschützten Bauwerke auf dem Gebiet der Gemeinde Rommerskirchen im Rhein-Kreis Neuss in Nordrhein-Westfalen (Stand: Juli 2021). Diese Baudenkmäler sind in der Denkmalliste der Gemeinde Rommerskirchen eingetragen; Grundlage für die Aufnahme ist das Denkmalschutzgesetz Nordrhein-Westfalen (DSchG NRW).

| Bild                                | Bezeichnung                             | Lage                                              | Beschreibung | Bauzeit           | Eingetragen seit | Denkmal- nummer |
| ----------------------------------- | --------------------------------------- | ------------------------------------------------- | --- | ----------------- | ---------------- | --------------- |
| 7 histor. Grabkreuze                | 7 histor. Grabkreuze                    | Rommerskirchen Kirchstraße (Alter Friedhof) Karte | Sieben historische Kreuze Friedhof Rommerskirchen Von dem Friedhof aus der 2. Hälfte des 19. Jh. 1. die Kreuzigungsgruppe am Ende des Mittelganges, 2. neugotisches Baldachinkreuz Sauerland/Weigold, 3. Mittelgang linke Seite 1. Grabstelle nach dem 1. Querweg; Grabkreuz Weidenfeld, 4. 8. Grabstelle Mittelgang links; die drei Grabkreuze gleich links am Haupteingang (Huppertz – Koch – Ferken) 5. sowie das 2. Grabkreuz rechts am Mittelgang/Haupteingang (Velder), größtenteils aus Sandstein in neugotischen Schmuckformen. | 2. Hälfte 19. Jh. | 26.06.1986       | A 21            |
| Wegekreuz                           | Wegekreuz                               | Rommerskirchen Nettesheimer Weg Karte             | Kalksandstein, Sockel mit Muschelnische, Kreuz mit Reliefkorpus. An der Erhaltung des Wegekreuzes besteht ein öffentliches Interesse, weil das Kreuz für den Ortsteil Rommerskirchen und die Ortsgeschichte bedeutend ist sowie volkskundliche u. a. Gründe vorliegen. | 18. Jh.           | 18.11.1986       | A 24            |
| Wegekreuz                           | Wegekreuz                               | Rommerskirchen Grevenbroicher Straße Karte        | Wegekreuz (Kesselkreuz), auf quadratischem Sockel hochgemauert mit Datierung und Inschrift, Steinkreuz mit Steinkorpus, Sandstein geschlämmt. | 1887              | 05.02.1987       | A 32            |
| Wohnhaus des Backsteinhofes         | Wohnhaus des Backsteinhofes             | Rommerskirchen Kirchstraße 28 Karte               | Ehemaliger Backsteinhof aus dem Jahr 1837; das Wohnhaus zweigeschossig in jeweils 6 Achsen mit Tordurchfahrt, Datierung im Torkeilstein; Krüppelwalmdach. An der Erhaltung und Nutzung besteht ein öffentliches Interesse, da es sich bei dem Gebäude um einen für die damalige Entstehungszeit (1. Hälfte des 19. Jh.) typischen Backsteinhof handelt, von dessen Art in Rommerskirchen nur sehr wenige vergleichbare Bauten noch existieren. Nicht wenige dieser seinerzeit typischen Backsteinhöfe sind in unmittelbarer Nähe durch Kriegseinwirkung der Nachwelt verloren gegangen. Einen besonderen ortsgeschichtlichen Stellenwert genießt das Objekt in seiner Eigenschaft als langjährige Bürgermeisterei in der ersten Hälfte dieses Jahrhunderts. Zudem dokumentiert das Objekt mit seiner Lage an dem schon in der Tranchot-Karte dargestellten historischen Straßenzug (alte Verbindung zwischen Köln und Venlo) einen Teil der siedlungsgeschichtlichen Entwicklung von Rommerskirchen in der ersten Hälfte des vorigen Jahrhunderts. Erweiterung des Denkmalschutzes ab dem 26. März 1999 aufgrund der Stellungnahme des Rheinischen Amtes für Denkmalpflege vom 22. Januar 1999: Außer dem 1837 direkt an der Hauptverbindungsstraße von Köln nach Venlo errichteten Wohnhaus gehören noch rückwärtige Wirtschaftsgebäude zu der Hofanlage, die die ehemals landwirtschaftliche Funktion des Anwesens erst anschaulich machen. Die bisherige Beschränkung des Denkmalwertes auf das Wohnhaus macht aus diesem Grund keinen Sinn. Erst der Zusammenhang zwischen Wohnhaus und Wirtschaftsgebäude lässt die ehemals bäuerliche Struktur nicht nur der Anlage selbst, sondern auch des historischen Ortskernes von Rommerskirchen ablesbar erscheinen. Die Wirtschaftsgebäude gehören umso mehr zum Baudenkmal, als sie sich weitgehend unverändert erhalten haben. Die parallel zum Wohnhaus errichtete kleine Backsteinscheune bewahrt noch die originale Holzkonstruktion. Die Quertenne ist deutlich erkennbar. Die übrigen Wirtschaftsgebäude (ehem. Stall und Remise) vervollständigen die Hofanlage und verbinden Scheune und Wohnhaus miteinander. Alle erhaltenen Gebäude der Hofanlage Kirchstraße 28 erfüllen die Kriterien gemäß § 2 DSchG NRW. Sie sind bedeutend für die Geschichte des Menschen und die Entwicklung der Arbeits- und Produktionsverhältnisse im ländlichen Raum sowie für die Geschichte der Städte und Siedlungen. Die Hofanlage ist als Ganzes erhaltenswert aus wissenschaftlichen, insbesondere siedlungs- und ortsgeschichtlichen, landwirtschaftlichen sowie hauskundlichen Gründen. | 1837              | 15.09.1989       | A 35            |
| Backsteinhaus                       | Backsteinhaus                           | Rommerskirchen Giller Straße 4 Karte              | Backsteinhaus aus dem Jahr 1815, datiert durch Ankersplinte auf der Fassade; 2-geschossiger Backsteinbau in 5 Achsen mit Mitteltür, Backstein mit Sandsteingewänden der Türen und Fenster. An der Erhaltung und Nutzung besteht ein öffentliches Interesse, da es sich bei dem Gebäude um einen für die damalige Entstehungszeit (1. Hälfte 19. Jh) typischen Backsteinbau handelt, von dessen Art in Rommerskirchen nur sehr wenige vergleichbar Bauten noch existieren. Nicht wenige von diesen seinerzeit typischen Backsteinbauten sind in unmittelbarer Nähe durch Kriegseinwirkung der Nachwelt verlorengegangen. Außerdem sind die architektonisch-gestalterischen und konstruktiven Merkmale (typischer Backsteinbau mit 2 Gewölbekellern) sowie die städtebauliche Eingebundenheit im Ortsbild mit der bestimmenden Lage im Ortsgrundriss an der alten Wegeverbindung nach Köln von Bedeutung. Es liegen für die Erhaltung und Nutzung v. a. städtebauliche und ortsgeschichtliche Gründe vor. | 1815              | 22.12.1989       | A 36            |
| 4-flügeliger Backsteinhof           | 4-flügeliger Backsteinhof               | Rommerskirchen Am Blöcherhof Karte                | 4-flügeliger Backsteinhof, das Wohnhaus ist aus dem 18. Jh.; 2-geschossig in 4 Achsen und traufseitig erschlossen. Fassaden ehemals verputzt mit Ankersplinte, durch Restaurierung 1988/89 Backsteinfassade wieder freigelegt. Segmentbogenfenster, Türgewände aus Trachyt, Satteldach mit Volutengiebeln; Scheunentrakte von 1813 nur noch teilweise erhalten, später verändert und angebaut. Der Blöcherhof ist bedeutend für die siedlungsgeschichtliche Entwicklung von Rommerskirchen und dokumentiert den Ortsteil Eggershoven an der historischen Wegeverbindung Köln–Venlo. Für die Unterschutzstellung sprechen besonders ortsgeschichtliche und siedlungsgeschichtliche sowie städtebauliche Gründe. | 18. Jh.           | 25.09.1990       | A 37            |
| weitere Bilder                      | Kath. Pfarrkirche St. Peter             | Rommerskirchen Kirchstraße 3 Karte                | Das Langhaus wurde 1952 anstelle des neugotischen Schiffes errichtet; der vorgesetzte quadratische Westturm ist in den beiden unteren Geschossen 12. Jh., die Obergeschosse und der Helm 1865. Ausgrabungen von 1950 belegen einen hölzernen Vorgängerbau des 7. und einen steinernen des 9. Jh.; im Inneren der Vorhalle niederrheinische Kreuzigungsgruppe (1993 in den Chorraum versetzt) von Anfang 16. Jh. mit Resten farbiger Fassung. Die kath. Pfarrkirche St. Peter ist bedeutend für die Geschichte des Menschen und für die Besiedlung der Landschaft an der Gillbach, insbesondere für die Ortschaft und Gemeinde Rommerskirchen. Für die Erhaltung bestehen vor allem wissenschaftliche, künstlerische, volkskundliche und städtebauliche Gründe. | 1865              | 28.10.1991       | A 42            |
| Steinbrückerhof                     | Steinbrückerhof                         | Rommerskirchen Steinbrink 32 Karte                | 4-flügelige, geschlossene Backsteinhofanlage (18. Jh.), Wohnhaus 2-geschossig in nicht durchgezogenen Achsen mit erhöhtem Sockel und Werksteingewände; Ankersplinte mit Jahreszahl 1742 an der Fassade und Jahreszahl 1750 im Türkeilstein; Krüppelwalmdach; Scheunentrakt 2. H. 19. Jh.; Wohnhaus teilweise erneuert und verändert; Fenster mit Ganzglasscheiben; eine Fachwerkscheune des 18. Jh. später mit Backstein ausgemauert. Für die Unterschutzstellung sprechen insbesondere orts- und siedlungsgeschichtliche Gründe. | 18. Jh.           | 13.04.1993       | A 47            |
| Hof- und Wegekreuz                  | Hof- und Wegekreuz                      | Rommerskirchen Bergerhof Karte                    | 18. Jh. etwa 3 m hoch, Material Blaustein oder belgischer Granit; hochrechteckiger Schaft mit abschließendem Kreuzstein und Sakramentskonsole, darauf Aufsatz mit Muschelnische, darüber Kruzifix mit geschweiften Balkenenden und reliefiertem Korpus; Kreuz wird von 2 Schutzbäumen flankiert. Die Beschriftung befindet sich auf der Rückseite des Kruzifixes. Dieses Hofkreuz ist dem Wegekreuz in Ueckinghoven (Baudenkmal A 12) sehr ähnlich. | 18. Jh.           | 12.07.1993       | A 48            |
| Schwetzerhof (Gillerhof)            | Schwetzerhof (Gillerhof)                | Rommerskirchen Bergheimer Straße 2 Karte          | Der Gillerhof liegt östlich des Gillbaches, unmittelbar an der B 477. Etwas weiter nördlich liegt ein Hof gleichen Namens, der auf ein Gut des Klosters St. Andreas in Köln zurückgeht. Der jüngere Gillerhof ist eine geschlossene vierflügelige Anlage in Backstein der 2. Hälfte des 19. Jh. mit einem auf 1876 datierten Wohnhaus. Diesem gegenüber liegt die Scheune, links und rechts schließen Stallungen das Geviert. Das zweigeschossige, unterkellerte Wohnhaus ist fünfachsig mit Mitteleingang auf jeder Traufseite. Hofseitig führt eine zweiläufige Treppe in Lavabasalt mit Backsteinbrüstung zum Eingang. Die Schauseiten des Wohnhauses, d. h. die Traufund die Giebelseite, die der Straße von Bergheim nach Neuss zugewandt sind, sind auffallend reich dekoriert. Die Giebelseite mit Lisenen und Treppengiebel, die Traufseite mit Backsteinzierfriesen. Terrakottaplatten in den Brüstungsfeldern der Fenster, dekorative Putzrahmung der Tür und der Fenster, Türsturz mit Inschrift und Chronogramm, Übergiebelung der Mittelachse. Das Gebäude ist mit einem Durchgangsflur erschlossen, von dem in der Mitte rechtwinklig ein Flur zum Ergänzungsbau mit der Küche führt. Der Boden des Flures ist mit Mettlacher Platten, der der Küche mit Blaustein, die Wände der Küche mit weiß-blauen Kacheln ausgestattet. Die Aufteilung des Hauses und die Treppe sind original. Der Anbau an den Küchentrakt wurde um die Jahrhundertwende angefügt. Der Gillerhof ist bedeutend für die Geschichte der Menschen und die Arbeits- und Produktionsverhältnisse, insbesondere in der 2. Hälfte des 19. Jh., weil er auf anschaulich gute Art die Lebens- und Arbeitsweise der ländlichen Bevölkerung dieser Region vor Augen führt. Er ist bedeutend für die Gemeinde Rommerskirchen, insbesondere zur Dokumentation der ländlichen Siedlungsweise eines Einzelhofes am Gillbach. Der Hof ist erhaltenswert aus wissenschaftlichen und architekturgeschichtlichen Gründen, als Typus einer weitgehend ungestörten geschlossenen vierflügeligen Backsteinanlage, deren Wohnhaus sich durch Lage und Dekor deutlich vom Standard unterscheidet. Das dekorative, den Eindruck des Städtischen vermittelnde Kleid des Wohnhauses zeugt vom Anspruch und der Bedeutung seiner Bewohner auch in der Gemeinde. Mit seinen Repräsentationsfassaden ist der Hof, der an der schon im 19. Jh. wichtigen Verbindungsstraße von Bergheim nach Neuss liegt, wichtig für das Ortsbild. | 1876              | 08.03.1996       | A 64            |
| weitere Bilder                      | Jüdischer Friedhof                      | Rommerskirchen Nettesheimer Weg Karte             | Der jüdische Friedhof liegt am Nettesheimer Weg. Der straßenseitige Eingang wurde durch einen Garagenanbau verstellt. Nur eine Gedenktafel an der Backsteinmauer verweist auf den Friedhof. Der zweite Eingang ist erhalten, man erreicht ihn durch den Garten des Eckgebäudes an der Venloer Straße. Zwei Backsteinpfeiler rahmen ein doppelflügeliges Stabgittertor. Der Friedhof wurde um 1900 angelegt. Heute grenzen Hausgärten an seine Mauern. Er ist von einer ungefähr 1,80 m hohen Backsteinmauer umgeben. Das Grundstück durchziehen keine Wege, die acht Grabsteine stehen verstreut in der Wiese, zum Teil sind die Inschriften entfernt und der Stein zerstört. Vor der Mauer am Nettesheimer Weg steht ein späterer Gedenkstein mit der Inschrift: „Zum ehrenden Gedenken an die Jüdischen Bürger unserer Gemeinde, die in den Jahren des nationalsozialistischen Terrors 1933–45 ihr Leben verloren haben“. Das Friedhofsgelände dient als Garten. Der jüdische Friedhof ist aus ortsgeschichtlichen und kulturgeschichtlichen Gründen von Bedeutung und erhaltenswert als Rest des, bedingt durch die nationalsozialistische Gewaltherrschaft, untergegangenen kulturellen jüdischen Erbes, als Erinnerungs- und Mahnort an das Leben der jüdischen Bürger, deren Existenz nahezu ausgelöscht wurde. | 1900              | 26.02.1996       | A 67            |
| Alter Friedhof                      | Alter Friedhof                          | Rommerskirchen Kirchstraße Karte                  | Der Friedhof liegt im Westen etwas außerhalb des Ortskernes von Rommerskirchen, an der Nordseite der Kirchstraße. Die Anlage bildet im Wesentlichen ein Rechteck. Im Osten, Norden und zum Teil im Westen ist es von einer Hecke eingefasst. Die Abgrenzung zur Straße bildet eine Backsteinmauer mit gemauerten Pfeilern und schmiedeeisernem Gitter mit etwas floralem Dekor. Der Haupteingang ist im Süden. Er wird durch zwei gemauerte Backsteinpfeiler mit Lavabasaltgiebeln betont. Das Wegenetz der Anlage bildet einen Rastergrundriss. Die einzelnen Rechteckfelder sind von A bis O fortlaufend bezeichnet. Die Quartiere A, B, C, D, E und F gehören zum ursprünglichen Bestand, d. h. zur Kernanlage des Friedhofes, die um 1850 angelegt worden sein muss. Diese Anlage gliedert ein Wegedoppelkreuz, d. h. die Hauptachse von Süd nach Nord verläuft vom Eingang zum 1855 (Chronogramm) aufgestellten Hochkreuz des Künstlers Peter Josef Imhof aus Köln. Zwei von West nach Ost führende Querarme gliedern somit das „Altgelände“ in sechs Felder auf. Anfang des 20. Jahrhunderts wurde der Friedhof nach Westen erweitert und die Fläche dadurch nahezu verdoppelt. Die Kernanlage mit den Feldern A–F wurde als katholischer Friedhof Mitte des 19. Jahrhunderts angelegt, zu einer Zeit, als der Kirchhof nicht mehr neu belegt wurde. An der Süd-Nord-Achse bis zum Endpunkt der Felder B und E und an der Ost-West-Achse zwischen den Feldern CD und BE finden sich die meisten historischen Grabstellen. Diese Verdichtung gibt einen Überblick über das Begräbniswesen von der Mitte des 19. Jahrhunderts bis zum Beginn des 20. Jahrhunderts, der Zeit der Erweiterung des Friedhofes und führt die vielfältigen Möglichkeiten anschaulich vor Augen. Als denkmalwert wird nur die Kernanlage, in der sich im Verlauf einer T-förmigen Wegeführung die historische Gräbersubstanz aussagekräftig verdichtet, angesehen. Auf der Friedhofserweiterung mit den Feldern G–O finden sich fast ausschließlich neuere Grabmäler; die seit Anfang des 20. Jahrhunderts hergestellten sind meist industriell gefertigte Monumente ohne erkennbare handwerkliche oder künstlerische Qualität. Für die Friedhofserweiterung konnten keine denkmalwerten Eigenschaften festgestellt werden. Die Altanlage wird durch künstlerisch qualitätsvollere Gestaltung der Grabmäler und vor allem durch die Verdichtung historischer Substanz geprägt. Sie wird damit zu einer lebendigen Chronik des Ortes und dokumentiert auf überzeugende Weise Ortsgeschichte. Der Friedhof ist demzufolge bedeutend für die Geschichte des Menschen und die Geschichte der Sepulcralkultur. Er ist bedeutend für den Ort Rommerskirchen und seine katholische Gemeinde, die hier ihren ersten Friedhof, abseits der Kirche, außerhalb des Ortes, wie es im 19. Jahrhundert allgemein üblich wurde, anlegte. Der Friedhof ist erhaltenswert aus ortsgeschichtlichen, künstlerischen und volkskundlichen Gründen als anschaulich gut erhaltene, abwechslungsreich gestaltete „Chronik“ der Gemeinde Rommerskirchen. Der Denkmalschutz erstreckt sich auf die Hauptwegeachse vom Haupteingang bis zur Kreuzigungsgruppe einschließlich. Bezeichnung der Grabstellen - Grabfeld A: Grab Nr. 1–7 - Grabfeld B: Grab Nr. 14–22 - Grabfeld C: Grab Nr. 21–29 - Grabfeld D: Grab Nr. 1–9 - Grabfeld E: Grab Nr. 1–9 - Grabfeld F: Grab Nr. 1–11 | 1850              | 24.06.1996       | A 68            |
| Wasserburg (Haus Anstel)            | Wasserburg (Haus Anstel)                | Anstel Wasserburgstraße 30 Karte                  | Ehemalige Wasserburganlage mit Wassergraben, in den wesentlichen Teilen aus dem Jahre 1722; barockes Herrenhaus, geschlämmter Backstein, 2-geschossig mit hohem Sockel, Sandsteingewände, Mansard-Walmdach; zum Eingang hin Backsteinbrücke über den Wassergraben; Hofgebäude – 20. Jh.; in der Brückenmauer Wappen mit Jahreszahl „1722“; im Herrenhaus einbezogener mittelalterlicher Wohnturm; heute Nutzung als landwirtschaftliches Anwesen. Haus Anstel ist das älteste und bedeutendste profane Baudenkmal der Gemeinde. erste bekannte urkundliche Erwähnung 1151; vielfache geschichtliche Angaben über die Ritter und Knappen von Anstel. Sie ist die städtebauliche Dominante des Ortes. Die Anlage ist deshalb bedeutend für die nicht nur örtliche Geschichte der Menschen und Siedlungen an der Gillbach. Für die Erhaltung und Nutzung liegen volkskundliche, städtebauliche und künstlerische sowie für die weitere Erforschung der Gemeindegeschichte, wissenschaftliche Gründe vor. | 1722              | 12.12.1984       | A 02            |
| Wegekreuz                           | Wegekreuz                               | Anstel Gohrer Straße Karte                        | Sandstein, gestrichen, Sockel mit Inschrift, Nischenaufsatz mit Giebelkreuz, Kreuz mit Steingiebel, neugotische Schmuckformen. An der Erhaltung des Wegekreuzes besteht ein öffentliches Interesse, weil das Kreuz für den Ortsteil Anstel und die Ortsgeschichte bedeutend ist sowie volkskundliche u. a. Gründe vorliegen. | Ende 19. Jh.      | 12.06.1986       | A 20            |
| Wegekreuz                           | Wegekreuz                               | Anstel Widdeshovener Straße Karte                 | Sandstein, gestufter Sockel mit Inschrift und Jahreszahl, kleines Marmorkreuz; restauriert 1982/83. An der Erhaltung des Wegekreuzes besteht ein öffentliches Interesse, weil das Kreuz für den Ortsteil Anstel und die Ortsgeschichte bedeutend ist sowie volkskundliche u. a. Gründe vorliegen. | 1816              | 24.11.1986       | A 28            |
| Kraemerhof                          | Kraemerhof                              | Anstel Wasserburgstraße 23 Karte                  | 3-flügelige, geschlossene Backsteinhofanlage, das Wohnhaus 2-geschossig in 5 Achsen mit Mittelgiebel, Sandsteintürgewände, Jahreszahl in Torkeilstein. Der Kraemerhof ist ortsbildprägend für den Ortsteil Anstel. Für die Unterschutzstellung sprechen insbesondere ortsgeschichtliche und städtebauliche Gründe. |                   |                  | A 46            |
| Alshof                              | Alshof                                  | Anstel Widdeshovener Straße Karte                 | Der alte Alshof lag als Einzelhof (zwischen Anstel und Evinghoven) am Gillbach und war von Wassergräben umgeben. Der Hof wurde Mitte des 19. Jahrhunderts abgerissen und etwas entfernter vom Bach der heutige Hof errichtet. Es handelt sich um eine geschlossene vierflügelige Backsteinhofanlage von 1868. An einer Schmalseite steht das zweigeschossige Wohnhaus, flankiert von niedrigeren Seitentrakten. Dem Wohnhaus gegenüber liegt die Doppelquertennenscheune. Ställe mit Bergeräumen im Obergeschoss und Remisen schließen die Anlage zum Geviert. Der Innenhof besitzt zum Teil alte Pflasterung. Gartenseitig ist das Wohnhaus fünfachsig mit mittiger Tür. Türrahmung und Fenstersohlbänke sind aus Lavabasalt, die Erdgeschossöffnungen sind von U-förmigen, flachen Backsteingesimsen überfangen. Die Zufahrt zum Hof erfolgt von einer Langseite des Gevierts. Denkmalwert ist die ganze Anlage außer dem rückwärtigen Schleppdachanbau an der Scheune und dem späteren Außenanbau an den Ställen. Die Hofanlage ist bedeutend für die Geschichte des Menschen, insbesondere für die Lebensweise in der 2. Hälfte des 19. Jh. im ländlichen Raum. Sie ist bedeutend für die Arbeits- und Produktionsverhältnisse, die sich seit der Mitte des 19. Jh. durch den Einfluss des Kunstdüngers entscheidend veränderten. Der Hof ist bedeutend für die Gemeinde Rommerskirchen und die Besiedlungsweise am Gillbach, dem rechten Nebenfluss der Erft, der weite Teile der Gemeinde durchfließt. Der Alshof ist erhaltenswert aus wissenschaftlichen, insbesondere architekturgeschichtlichen Gründen als Einzelhoftypus mit geschlossener vierflügeliger Hofform, die ländliches Baues in der 2. Hälfte des 19. Jh. dokumentiert. Der Alshof ist aus ortsgeschichtlichen und siedlungsgeschichtlichen Gründen, die sich aus seiner Historie ergeben, erhaltenswert. | 1868              | 29.05.1995       | A 59            |
| Alte Schule                         | Alte Schule                             | Butzheim Sebastianusstraße 40/42 Karte            | Backstein, 2-geschossig; der alte Trakt in 7 Achsen mit Backsteinverzierungen, der neuere Teil 2-geschossig in 3 Achsen mit Walmdach und originalen Sprossenfenstern; der Mitteleingang mit Stufenvorbau und verschieferter Überdachung, ehem. kath. Volksschule. An der Erhaltung der alten Schule besteht ein öffentliches Interesse, weil sie für die Geschichte der Ortschaft Nettesheim-Butzheim bedeutend ist und u. a. volkskundliche, künstlerische, geschichtliche und städtebauliche Gründe vorliegen. | M. 19. Jh.        | 09.04.1987       | A 30            |
| Velderhof                           | Velderhof                               | Butzheim Velderhof Karte                          | Der Velderhof liegt im sog. „Norf-Stommeler Bruch“, einem Gebiet der Niederterrasse, das ehedem von Rheinarmen durchflutet und dementsprechend morastig war. Auf der Tranchot-Karte von 1807/08 ist diese Feuchtniederung des Stommeler Busches gut erkennbar. Um nutzbares Ackerland zu bekommen, begann man Mitte des vorigen Jahrhunderts mit der Entwässerung, der Melioration, des Geländes. Nach 1858 wurden in diesem Gebiet vier Höfe, u. a. der Velderhof, errichtet. In der topografischen Karte von 1841–1858 sind die Trockengräben zur Melioration des Busches angelegt, Gebäude sind nicht eingetragen. Erst auf der topographischen Karte von 1866, Flur L, Blatt 2, Maßstab 1:2500 ist der Velderhof mit freistehendem Wohnhaus und U-förmig zugeordneten Wirtschaftstrakten verzeichnet. Seine Erbauungszeit muss demzufolge zwischen 1858 und 1866, also um 1860, anzusehen sein. Das Wohnhaus liegt im Westen der Anlage. Es ist ein zweigeschossiger, fünfachsiger Backsteinbau mit Mitteltür mit Lavabasaltgewände, Fenster mit Sohlbänken in Lavabasalt, Krüppelwalmdach (Dachdeckung der 1980er Jahre). Die Gartenseite mit der Vorfahrt wurde repräsentativ gestaltet mit Ecklisenen, Rundbogennischen, die rundbogige Fenster überfangen, Mitteltür mit Oberlicht und mehrstufigem Treppenaufgang. Niedrige geputzte Mauer mit regelmäßig aufgesetzten Putzsteinkugeln als großzügig geschwungene Vorgarteneinfriedung. Der Durchgangsflur des Hauses erweitert sich hofseitig zur großen Diele, von der diverse Türen in die anschließenden Wohnräume abgehen. Im Wesentlichen gehören zum Originalbestand die Raumaufteilung, fast alle Türblätter und -rahmen, giebelparallele Balkendecken, Treppe, liegender Dachstuhl. Die Küche hat einen direkten Zugang zum Gesindehaus, das um die Jahrhundertwende an die südliche Giebelseite des Wohnhauses gebaut wurde. Die Wirtschaftsgebäude beschreiben den originalen Grundriss, wurden aber zum Teil im Laufe der Zeit den Bedürfnissen entsprechend verändert. Das südliche Stallgebäude wurde um 1900 aufgestockt, die Scheune ungefähr zur selben Zeit erneuert. In der Mitte des Hofraumes liegt die gemauerte Dungstelle, heute eine grün bepflanzte Insel, umgeben von Resten alter Hofpflasterung. Bewertung Der Velderhof ist bedeutend für die Geschichte des Menschen und die Arbeits- und Produktionsverhältnisse, insbesondere in der 2. Hälfte des 19. Jahrhunderts, weil er auf anschaulich gute Art die Lebens- und Arbeitsweise der ländlichen Bevölkerung dieser Region vor Augen führt. Er ist bedeutend für die Gemeinde Rommerskirchen, insbesondere zur Dokumentation ländlicher Siedlungsweise eines Einzelhofes im sog. Stommeler Busch, der noch bis zur Mitte des vorigen Jahrhunderts eine Feuchtniederung war, die mit Hilfe von Entwässerungsgräben trockengelegt, zu brauchbarem Ackerland umfunktioniert wurde und damit die Möglichkeit der Ansiedlung von vier Höfen bot. Der Velderhof ist erhaltenswert aus wissenschaftlichen und architekturgeschichtlichen Gründen, als gut erhaltener Typus einer vierflügeligen Backsteinhofanlage der 2. Hälfte des 19. Jahrhunderts, deren Wohnhaus sich durch repräsentative Gestaltung deutlich vom üblichen ländlichen Mittelmaß abgrenzt. Der Velderhof ist erhaltenswert aus siedlungs- und ortsgeschichtlichen Gründen, als Einzelhof im neugewonnenen, durch Melioration eines Feuchtgebietes entstandenen, landwirtschaftlich nutzbaren Gelände. Von den vier in diesem Gebiet entstandenen Höfen ist er der am anschaulichsten erhaltene und damit der beste Vertreter zur Verdeutlichung von Ortsgeschichte. | 1858              | 29.05.1995       | A 54            |
| weitere Bilder                      | Jüdischer Friedhof                      | Butzheim Stommeler Weg Karte                      | Der jüdische Friedhof in Butzheim liegt am Stommeler Weg, links neben Haus Nr. 11, ungefähr 10 m von der Straße entfernt. Die Anlage wurde 1901 eingerichtet, nachdem der alte Friedhof im Butzheimer Bruchland im selben Jahr geschlossen wurde. Die Rechteckanlage ist von einer ungefähr 1,80 m hohen Backsteinmauer eingefasst. Die Mauer wird in regelmäßigen Abständen durch Backsteinvorlagen verstärkt. Der Eingang liegt Richtung Stommeler Weg. Ein doppelflügeliges Gittertor wird von zwei geputzten Mauerpfeilern flankiert. Vom Tor führt ein Mittelweg mit niedriger Steineinfassung durch das grasbewachsene Rechteckfeld. Im linken Teil befinden sich zwei Grabsteine, rechts sind drei Grablegen mit Steineinfassung. (Die Fläche hinter dem Nadelbaum ist nicht einsehbar.) 1685 ist die erste jüdische Familie in Nettesheim nachweisbar. Im 18. Jahrhundert existierten in Nettesheim und Butzheim mehrere Familien, weshalb der Bau einer Synagoge und eines Friedhofs notwendig wurde. Dieser ältere Friedhof lag im Butzheimer Bruch. Seine Lage ist nicht mehr genau zu bestimmen. Er wurde 1901 geschlossen und im selben Jahr der Butzheimer, wahrscheinlich auch der Rommerskirchener, neuangelegt. Der jüdische Friedhof ist aus ortsgeschichtlichen und kulturgeschichtlichen Gründen von Bedeutung und erhaltenswert als Rest des, bedingt durch die nationalsozialistische Gewaltherrschaft, untergegangenen kulturellen jüdischen Erbes, als Erinnerungs- und Mahnort an das Leben jüdischer Bürger in Nettesheim-Butzheim, deren Existenz nahezu ausgelöscht wurde. |                   |                  | A 66            |
| Wegekreuz                           | Wegekreuz                               | Eckum Steinbrückerhof Karte                       | Neugotisches Steinkreuz von 1865; 4 Sockelteile, Steinkreuz mit Korpus, beidseitig Gedenktafeln mit Namen von Toten beider Weltkriege, weiß angestrichen mit Schriftausmalung. Das Kreuz hat früher Ecke Mittelstr./Kastanienallee und davor an der Bahnstr. gegenüber der Einmündung Mittelstr. gestanden. | 1865              | 09.04.1987       | A 31            |
| weitere Bilder                      | Bahnhof Rommerskirchen                  | Eckum Bahnstraße Karte                            | In den 1980er-Jahren wurde mit der Übernahme der Privatbahnen in die Staatsbahn die direktere Verbindung Kölns mit Mönchengladbach und den Niederlanden über Kaldenkirchen für notwendig erachtet. So genehmigte am 29. April 1884 der Preußische Staat den Bau der Verbindungsstrecke von Köln-Ehrenfeld an der Linie nach Aachen bis nach Grevenbroich. Hier hatte die neue Strecke Anschluss an die bereits bestehenden Linien nach Düren und Neuss sowie Mönchengladbach. Mit der Eröffnung des Teilabschnittes Pulheim-Grevenbroich am 1. Oktober 1898 war auch das Bahnhofsgebäude entstanden. Geschlossen wurde die Gesamtverbindung am 1. April 1899 mit der Eröffnung des Reststückes Pulheim-Köln-Ehrenfeld. Am 19. Dezember 1904 wurde Rommerskirchen Endstation der Strecke Elsdorf (Rheinl.) Ost über Zieverich und Bergheim (Erft). Bereits zur Zeit des Baues der Strecke Köln-Grevenbroich war dieser Anschluss vom Kreis Bergheim beantragt worden. Die Königlich-preußische Staatseisenbahn übernahm am 1. Januar 1913 die Anlage der Kreis Bergheimer Eisenbahn. Mit dem Braunkohlentagebau kam die Strecke Bergheim-Rommerskirchen zum Erliegen. Der Bahndamm in Höhe des Stellwerks Rof mit den Brückenauflagern erinnert noch an diese Zeit und an den geplanten Erweiterungsbau in Richtung Düsseldorf nach Holzheim. Das zweigeschossige, vierachsige Bahnhofsgebäude ist entsprechend dem Preußischen Einheitstyp, wie er auch 1885 bei der Vennbahn Verwendung fand, errichtet worden. Dem Hauptgebäude wurde ein eingeschossiger, zweiachsiger Wartesaaltrakt sowie ein Backsteingüterschuppen angegliedert. Die Anbindung des Güterschuppens erfolgt über ein Zwischenglied mit steiler Dachneigung, in dem sich die Abfertigung befindet. Die Halle selbst besteht aus zwei Binderachsen mit mittigem Schiebetor und hochgesetztem stichbogigen Fenster. Je eine Rampe und das symmetrisch überstehende Dach erleichtern den Güterverkehr. Abweichend von den in etlichen Exemplaren noch vorhandenen Typenbahnhöfen der Vennbahn erhielt Rommerskirchen eine deutliche horizontale Gliederung des Baukörpers durch ein umlaufendes Gesimsband in der Brüstungsebene des ersten Obergeschosses und die nicht ganz gewöhnliche Mauervorlage in den Giebeldreiecken. Die Fenster im Wartesaalanbau wurden damals in der Regel dreiflügelig und in den Büro- und Wohngebäudeteilen zweiflügelig, wie auch die Außentüren ausgeführt. In dieser Hinsicht hält sich das Empfangsgebäude von Rommerskirchen in den normalen Grenzen. In der Nachkriegszeit wurde noch gleisseitig ein Überdach für die Treppe des Bahnsteigtunnels in Ziegel errichtet. Trotz dieser leichten Veränderungen ist der Aussagewert dieses Empfangsgebäudes wesentlich höher anzusiedeln, als der der übrigen Anlagen dieser Strecke. Eisenbahnbaugeschichtlich und allgemein kunstgeschichtlich ist das Empfangsgebäude mit den oben aufgeführten Zubehörteilen mit Ausnahme der Tunnelüberdachung von Rommerskirchen von einer Bedeutung, die eine Unterschutzstellung erforderlich macht. Ein öffentliches Interesse am Erhalt und an der Nutzung dieses Objektes ist durch die Zweigbahnhofsfunktion auch ortsgeschichtlich begründbar. | 1898              | 04.08.1989       | A 34            |
| Schwanenhof                         | Schwanenhof                             | Evinghoven Widdeshovener Straße 62 Karte          | Der „Schwanenhof“ ist eine 3-flügelige, ehemalige Hofanlage mit Wohnhaus aus Fachwerk, 2-geschossig mit Holzgewände, giebelständig, Hofinnenseite verputzt, einer Toreinfahrt mit Tür, ebenfalls in Fachwerk mit Verzierungen und Inschrift – ANNO 1786 –; Scheunentrakte 19. Jh., aus Backstein; im Hof gusseiserne Wasserpumpe. Er wird z. Zt. zu Wohnzwecken genutzt. Als besonders, selten gut erhaltener Fachwerkhof im Gillbachland mit schönen Verzierungen und bestimmender Lage im Ort ist der Schwanenhof für die Geschichte der Menschen und des Ortes sowie landwirtschaftlicher Lebensverhältnisse und Arbeitsweisen von Bedeutung. Für die Erhaltung und Nutzung liegen vornehmlich volkskundliche und städtebauliche Gründe vor. | 1786              | 12.12.1984       | A 03            |
|                                     |                                         | Evinghoven Antoniterstraße 18 Karte               | Blaustein, Sockel mit Inschrift, Muschelnische, Kreuz mit Metallkorpus. An der Erhaltung des Wegekreuzes besteht ein öffentliches Interesse, weil das Kreuz für den Ortsteil Evinghoven und die Ortsgeschichte bedeutend ist sowie volkskundliche u. a. Gründe vorliegen. | Ende 18. Jh.      | 10.06.1986       | A 17            |
| weitere Bilder                      | kath. Pfarrkirche St. Antonius (Eremit) | Evinghoven Widdeshovener Straße 67 Karte          | 1-schiffige, neugotische Backstein-Saalkirche, polygonaler Chor und vorgesetzter Westturm; neugotische Ausstattung mit Glasfenster zum großen Teil erhalten; 1962 Sakristeierweiterung Die Kath. Pfarrkirche St. Antonius ist bedeutend für die Geschichte des Menschen und für die Besiedlung der Landschaft an der Gillbach, insbesondere für den Ortsteil Evinghoven und die Gemeinde Rommerskirchen. Für die Erhaltung bestehen vor allem wissenschaftliche, künstlerische, volkskundliche und städtebauliche Gründe | 1877/78           | 28.10.1991       | A 43            |
| Ehemalige Schule (Lehrerdiensthaus) | Ehemalige Schule (Lehrerdiensthaus)     | Evinghoven Widdeshovener Straße 93 Karte          | Schlichter 2-geschossiger Backsteinbau in 2:2 Achsen mit umlaufendem Geschossgesims und Segmentbogenfenstern; weitgehend unverändert. | 19. Jh.           | 07.06.1994       | A 52            |
| Wegekapelle (Alt Ikoven)            | Wegekapelle (Alt Ikoven)                | Evinghoven Widdeshovener Straße Karte             | Die auf dem Weg nach Widdeshoven gelegene kleine Kapelle gehört zum Hof Alt-Ikoven. Sie erhielt Ende des 19. Jahrhunderts ihr heutiges Aussehen, geht aber auf einen älteren Vorgänger zurück (sehr dickes Mauerwerk, holzgerahmtes, kleines Seitenfenster). Die Kapelle ist rauhverputzt, mit neuer Dachdeckung. Die Apsis schließt dreiseitig, der rechteckige Eingang wird von vorgezogenen Eckstreben gerahmt. Über der Tür ist eine spitzbogige Nische mit einer geschlämmt Madonnenfigur auf Mondsichel und Schlange. Im Innern steht über einem geputzten Sockel eine farbig gefasste Holzfigur des Hl. Antonius des 19. Jahrhunderts und links hängt ein Kreuz mit gefasstem Korpus, wohl aus der 1. Hälfte des 16. Jahrhunderts. Die Kapelle ist bedeutend für die Geschichte des Menschen, als Ausdruck der Volksfrömmigkeit und bedeutend für die Gemeinde Rommerskirchen, als Stätte volkstümlicher Verehrung des Hl. Antonius. Die Kapelle ist erhaltenswert aus wissenschaftlichen und volkskundlichen Gründen, als traditionsreiche Stätte religiöser Verehrung in einer ländlich geprägten Region wie der Gemeinde Rommerskirchen und aus ortsgeschichtlichen Gründen erhaltenswert, als bauliches Dokument, das auf die traditionsreiche, ehemalige Hofesfeste Alt-Ikoven, zu der das Kapellchen gehört, verweist. | Ende 19. Jh.      | 29.05.1995       | A 63            |
| Antoniterhof                        | Antoniterhof                            | Evinghoven Widdeshovener Straße 60 Karte          | Der Antoniterhof erfüllt die Voraussetzungen zur Einstufung als Baudenkmal gemäß § 2 DSchG NW. Es handelt sich um eine vierflügelige historische Hofanlage, den ehemaligen Zehnthof des Grundherrn, des Antoniterstiftes in Köln. Der Hof bildet die Ortsmitte des bachbegleitenden Straßendorfes Evinghoven, weist Reste einer Wasserumwehrung auf und dürfte der älteste Siedlungsplatz am Ort sein. Der Hof besteht aus einem zweigeschossigen Wohnhaus des 18. Jahrhunderts mit einer Erweiterung von 1910, einem an den neueren Teil anschließenden Kuhstall mit Pferdestall und Remise über Eck aus dem 19. Jahrhundert, einer sehr großen Längstennenscheune des 19. Jahrhunderts mit teilweise erhaltenem Innengerüst, einem Arbeiterwohnhaus von 1939 sowie einem barocken Torbogen mit anschließendem Stall/Remisengebäude über Eck. Im Wohnhaus haben sich die originalen Einteilungen weitgehend erhalten; erwähnenswert sind die Treppe aus der zweiten Hälfte des 18. Jahrhunderts und die jeweils zeitgenössischen Dachstühle. Auch die übrigen Gebäude haben zum größeren Teil ihren originalen Bestand bewahrt, von den unvermeidlichen Modernisierungen und durchweg neuen Deckungen abgesehen. Die Scheune wurde 1884 vergrößert, was am Baubestand abzulesen und in den Bauakten verzeichnet ist. Die Freiflächen zu den angrenzenden Straßen mit Wassergrabenrest, Eisenzaun und Gartengestaltung dokumentieren den ehemaligen Sonderstatur des Hofes im Dorfzusammenhang. Der Antoniterhof ist bedeutend für die Geschichte des Menschen, da er in Lage und Gestalt noch heute wichtige hierarchische Abstufungen der Gesellschaftsentwicklung veranschaulicht und zudem in seiner Architektur eine Lebens- und Arbeitsform repräsentiert, der seit dem Mittelalter der größte Teil der Menschen in diesem Lande seine Existenzsicherung verdankt und die über Generationen Lebens- und Erfahrungswelten der Bevölkerung prägte. Er ist ebenso bedeutend für die Geschichte der Gemeinde Rommerskirchen, insbesondere der Ortschaft Evinghoven, denn er repräsentiert in entscheidendem Maße die historische Dimension der Region und der Ortschaft. Auch ist er bedeutend für die Geschichte der Arbeits- und Produktionsverhältnisse, weil anhand seines Gebäudebestandes die Wirtschaftsform der Vergangenheit und ihre Entwicklung seit dem 18. Jahrhundert sehr anschaulich dokumentiert und für jedermann verständlich sind. Gerade sie sehr schnellen Entwicklungsschritte seit der Denkmalliste der Gemeinde Rommerskirchen S. 2 Mitte des 19. Jahrhunderts und ihre Auswirkungen auf die bäuerliche Architektur und Lebensform sind unübersehbar. Die Gesamtanlage ist erhaltenswert aus wissenschaftlichen, insbesondere architekturgeschichtlichen und volkskundlichen Gründen. Für die Architekturgeschichte bietet sie ein besonders detailreiches Anschauungs- und Forschungsmaterial, da sie in den wesentlichen funktionalen historischen Bestandteilen gut und original erhalten ist. Für Sozialgeschichte und Volkskunde bestehen hier zahlreiche Ansätze für eine Erforschung und plausible Darstellung historischer Arbeitsbedingungen und der davon abhängigen sozialen Beziehungen innerhalb einer derart geschlossenen symbiotischen Lebensgemeinschaft. | 18. Jh.           | 25.05.1999       | A 70            |
| Wegekreuz                           | Wegekreuz                               | Frixheim An der Nachtigall Karte                  | Lavabasalt, hoher Sockel mit Inschrift, Muschelnische; Kreuz mit Reliefkorpus. An der Erhaltung des Wegekreuzes besteht ein öffentliches Interesse, weil das Kreuz für den Ortsteil Frixheim und die Ortsgeschichte bedeutend ist sowie volkskundliche u. a. Gründe vorliegen. | 1793              | 02.06.1986       | A 13            |
| Kreuzwegstation (Fußfall V)         | Kreuzwegstation (Fußfall V)             | Frixheim Fliederweg (hinter Bahndamm) Karte       | Gestufter Sockel aus Belgischgranit (5-teilig) mit Marmorsteinkreuz aus dem 19. Jh.; Korpus und Steinkreuz fehlen. An der Erhaltung der Kreuzwegstation besteht ein öffentliches Interesse, weil diese für die Ortschaft bedeutend ist sowie volkskundliche u. a. Gründe vorliegen. | 19./20. Jh.       | 12.06.1986       | A 19            |
| Wegekreuz                           | Wegekreuz                               | Frixheim Frixheimer Straße Karte                  | Sandstein, gestufter Sockel mit historisierenden Schmuckformen, Kreuz mit Steinkorpus, restauriert 1978. An der Erhaltung des Wegekreuzes besteht ein öffentliches Interesse, weil das Kreuz für den Ortsteil Frixheim und die Ortsgeschichte bedeutend ist sowie volkskundliche u. a. Gründe vorliegen. | 1854              | 25.11.1986       | A 27            |
| Wegekapelle                         | Wegekapelle                             | Frixheim Gohrer Straße Karte                      | 1911, Backstein, gerade Apsis, Eingang leicht vorgezogen und übergiebelt, Dachreiter; im Inneren flache Holzbalkendecke, Kachelfußboden und Pièta. An der Erhaltung besteht ein öffentliches Interesse. Die Kapelle ist u. a. Ausdruck der Volksfrömmigkeit ihrer Zeit. | 1911              | 07.06.1994       | A 53            |
| weitere Bilder                      | kath. Pfarrkirche St. Stephanus         | Hoeningen Stephanusstraße 14 Karte                | 3-schiffige Pfeilerkirche mit quadratischem Chorjoch und polygonalen Chor aus dem 19. Jh.; das südliche Seitenschiff 1564 ergänzt; Tuff und Backstein mit Sandsteingewänden; alter Friedhof mit Grabsteinen des 17.–19. Jahrhunderts aus Sandstein, Blaustein oder Trachyt erhalten. Die Kath. Pfarrkirche St. Stephanus ist bedeutend für die Geschichte des Menschen und für die Besiedlung der Landschaft an der Gillbach, insbesondere für die Ortschaft Hoeningen und die Gemeinde Rommerskirchen. Für die Erhaltung bestehen vor allem wissenschaftliche, künstlerische, volkskundliche und städtebauliche Gründe. | 1864              | 28.10.1991       | A 45            |
| Zehnthof                            | Zehnthof                                | Hoeningen Stephanusstraße 18 Karte                | Der Zehnthof liegt nördlich der Pfarrkirche St. Stephanus, östlich des Gillbaches. Er war schon seit dem 12. Jh. in Besitz des Kölner Klosters Maria im Kapitol. Zum Hof gehörte die unmittelbar an das Grundstück grenzende heutige Pfarrkirche als Eigenkirche. Die Grundherren hatten als Besitzer der Eigenkirche das Patronat über die Kirche und das Recht auf den großen Zehnt. Ihnen stand der 10. Teil aller Erträge (Getreide, Großvieh) des Kirchenbezirkes zu. Erst mit der Säkularisation, bei der alle Klöster, Stifte und geistlicher Besitz aufgehoben wurde, endeten die mit dem Patronat verbundenen Recht und Pflichten, so wurde z. B. auch die Zehntabgabe aufgehoben. Die meisten Höfe, wie auch der in Hoeningen, gingen in Privatbesitz über. Von der alten Hofanlage ist das Wohnhaus von 1784 erhalten, die Wirtschaftsgebäude wurden im Laufe der Zeit ausgetauscht, der Grundriss des alten Zehnthofes wurde nicht beibehalten. Das Wohnhaus ist ein zweigeschossiger Backsteinbau mit fünf Fensterachsen. Die Fenster sind segmentbogig mit Klobensteinen, im Erdgeschoss stabvergittert. Hofseitig befinden sich im leicht abgeböschtem Kellergeschoss zwei Zugänge zur firstparallelen Kellertonne, die das Haus zur Hälfte unterfängt. Die Haustür in Steingewände mit gesprosstem Oberlicht, liegt leicht erhöht und ist über einen zweiläufigen Treppenaufgang in Lavabasalt zu erreichen. Zum Originalbestand gehören der steingefließte Durchgangsflur, die Holztreppe mit Flachbalustern und geschnitztem Anstiegspfeiler, die Balkendecken (zum Teil abgehängt), die Türen und -rahmungen, breite Bodendielen, liegender Dachstuhl mit gekreuzten Windrispen, Gewölbekeller, im Wesentlichen die Raumstruktur. Der Zehnthof ist bedeutend für die Geschichte des Menschen, insbesondere zur Veranschaulichung der Lebensweise auf einem ehemaligen Klosterhof im ausgehenden 18. Jh. Der Hof ist erhaltenswert aus wissenschaftlichen, architekturgeschichtlichen und vor allem ortsgeschichtlichen Gründen, als letzter Rest eines ehemalig bedeutenden Zehnthofes des Klosters Maria im Kapitol, dessen bis ins Detail weitestgehend unverändertes Wohnhaus ein gutes Dokument ländlicher Baukunst der 2. Hälfte des 18. Jh. darstellt und das aussagekräftig genug ist, die wichtige ortsgeschichtliche Bedeutung des Hofes zu zeigen, der als geistliches Gut eine Eigenkirche besaß, aus der später, auch wegen der günstigen Lage inmitten des Ortes, die Pfarrkirche St. Stephanus hervorging. | 1784              | 29.05.1995       | A 55            |
| Wegekapelle                         | Wegekapelle                             | Nettesheim Martinusstraße Karte                   | Backstein, mit halbrunder Apsis, Fassade übergiebelt mit Nische und Madonnenfigur, im Inneren Kreuzrippengewölbe und Kreuzigungsgruppe aus Gips. An der Erhaltung der Wegekapelle besteht ein öffentliches Interesse, weil diese Wegekapelle für den Ortsteil Nettersheim und die Ortsgeschichte bedeutend ist sowie volkskundliche u. a. Gründe vorliegen. | Anfang 20. Jh.    |                  | A 08            |
| Grabkreuz                           | Grabkreuz                               | Nettesheim Sebastianusstraße Karte                | Sandstein, hoher Sockel auf quadratischem Grundriss mit Inschriften auf allen 4 Seiten, neugotische Schmuckformen, Kreuz mit Steinkorpus. An der Erhaltung des Grabkreuzes besteht ein öffentliches Interesse, weil das Kreuz für den Ortsteil Nettesheim und die Ortsgeschichte bedeutend ist sowie volkskundliche u. a. Gründe vorliegen. | 1. Hälfte 19. Jh. | 12.06.1986       | A 18            |
| Bildstock                           | Bildstock                               | Nettesheim Lommertzweg/Ecke Wyckgasse Karte       | Bildstock aus der 2. Hälfte des 19. Jahrhunderts. Standbild aus verschiedenen Sandsteinen u. Kalkstein; Sockel mit Inschrift, übergiebelter Nischenaufsatz mit neuromanischer Nische, darin Agnesfigur als Relief; Kreuzaufsatz fehlt; Standbild angelehnt an Trafohaus; darüber an Trafohauswand giebelförmige Überdachung aus Holz. An der Erhaltung des Bildstockes bestehen öffentl. Interessen, weil er für den Ortsteil Nettesheim-Butzheim und die Ortsgeschichte bedeutend ist sowie volkskundliche u. a. Gründe vorliegen. | 2. Hälfte 19. Jh. | 29.09.1986       | A 22            |
| Kreuzwegstation (Fußfall II)        | Kreuzwegstation (Fußfall II)            | Nettesheim Verlängerung Ziegelstraße Karte        | Sandstein-Spitzbogennische, neugotische Schmuckform, neuere Schrifttafel. 1987 restauriert, fehlende Filialen und Kreuzblume ergänzt. An der Erhaltung besteht ein öffentliches Interesse, weil die Kreuzwegstation für die Ortsgeschichte von Nettesheim-Butzheim bedeutend ist und volkskundliche u. a. Gründe vorliegen. | Ende 19. Jh.      | 31.12.1987       | A 23            |
| weitere Bilder                      | Kath. Pfarrkirche St. Martinus          | Nettesheim Martinusstraße Karte                   | Kath. Pfarrkirche St. Martinus und die Kirchhofmauer mit Grabkreuz des 18. Jh. und zugehöriger Friedhofsanlage mit Grabkreuzen des 18. und 19. Jh. Die kath. Pfarrkirche ist eine 3-schiffige, neugotische Basilika aus Tuff mit Ziegelstreifen, polygonaler Chor und vorgesetzter Westturm des 12. Jh. aus Tuff mit Basalt- und Backsteinmauerwerk. Sie wurde 1858 nach Osten erweitert und der alte Langhausteil verändert und neu gewölbt; an der Südfassade befindet sich die Jahreszahl 1858. Die Kirchhofmauer ist aus Backstein mit einem Grabkreuz des 18. Jh. Auf der Friedhofsanlage befinden sich Grabkreuze des 18. und 19. Jh. Die Pfarrkirche St. Martinus ist bedeutend für die Geschichte des Menschen und für die Besiedlung der Landschaft an der Gillbach, besonders für das alte Kirchspiel Nettesheim und die Gemeinde Rommerskirchen. Für die Erhaltung bestehen vor allem wissenschaftliche, künstlerische, volkskundliche und städtebauliche Gründe. | 18. Jh.           | 20.12.1990       | A 39            |
| Fachwerkhaus                        | Fachwerkhaus                            | Nettesheim Sebastianusstraße 60 Karte             | Das 1758, laut Inschrift im Türsturz, errichtete Fachwerkgebäude ist der Rest einer ehemaligen Hofanlage. Stallungen und Scheune wurden nach dem Zweiten Weltkrieg abgerissen. Erhalten blieb das Wohnhaus, ein traufständig, queraufgeschossener, zweigeschossiger Fachwerkständerbau mit durchgezapften Ankern und einem rückwärtig anschließenden Fachwerkerweiterungstrakt. Das Obergeschoss des rückwärtigen Teiles ragt weit vor und bildet dadurch einen überdachten Gang mit Kölner Decke für den Hinterausgang des Wohnhauses. Zum Originalbestand gehören: die weitgehend intakte Fachwerkstruktur, Lehmgefache, Innenstruktur des Hauses mit Durchgangsdiele, von der aus die Stiege ins Obergeschoss bzw. die Treppe in den Keller führt, tonnengewölbter, giebelparalleler Backsteinkeller mit Backofen, Balkendecken, Türblätter mit Beschlägen, breite Bodendielen, Eingangstüre mit geschnitztem Sonnenmotiv und Türsturz mit Datierung, Fenster zum Teil original. Die Sebastianusstr. 60 ist das älteste Wohnhaus der Ortslage, es ist bedeutend für die Geschichte des Menschen und in ihrer Originalität ein anschauliches Zeugnis der Lebensweise im 18. Jahrhundert im ländlichen Raum. Auch als Rest einer Hofanlage ist das Gebäude erhaltenswert aus wissenschaftlichen, insbesondere volkskundlichen und ortsgeschichtlichen Gründen. | 1758              | 29.05.1995       | A 56            |
| Lommertzhof                         | Lommertzhof                             | Nettesheim Lommertzweg 37 Karte                   | Im Mittelalter gehörte die damals Altenberger Hof genannte Anlage dem Kloster Altenberg, das neben dem Kunibertstift aus Köln zum einflussreichsten Grundherrn in Nettesheim wurde. Den Ursprung des Hofes legt eine Schenkung der Tochter Eufemia, des Ritters von Butzheim an das Kloster Altenberg. Dieses kaufte weitere Ländereien, um so den Hof zu gründen. Der heutige Name des Hofes stammt von dem Pächter Peter Lumbartz, der diesen um 1500 bewirtschaftete. Nach der Säkularisation gelangte der Hof, wie damals üblich, in Privatbesitz. Seit 1873 ist der Hof in Besitz der heutigen Eigentümerfamilie. 1818 entstand auf dem Lommertzhof ein Großbrand, dem zahlreiche Häuser in Nettesheim zum Opfer fielen und das den alten Hof zerstörte. Vor 1821 begannen die damaligen Besitzer mit dem Wiederaufbau. Der neue Hof (Wohnhaus und Scheune) wurde südwestlich der alten Hofstelle errichtet. Die den Hof zum Geviert schließenden Gebäude sind jünger. Das Wohnhaus ist ein ganz unterkellerter, zweigeschossiger Putzbau, in sieben Achsen mit mittig angeordneter Tür, symmetrisch gegliedert. Türgewände und Sohlbänke sind aus Lavabasalt. Über der Tür der Gartenseite ist das Gebäude in einer Ziersplinte 1822 datiert. 1908 wurde das Gebäude im Inneren, unter Beibehaltung einiger Balkendecken und der Fachwerkwände, grundlegend umgestaltet. Dem Wohnhaus gegenüber liegt die große Backsteinscheune mit drei Quertennen. Sie besitzt noch die alte Dachdeckung mit Strohdokken, das Fachwerkinnengerüst ist zum Teil herausgenommen. Über dem mittleren Tor ist das Gebäude auf 1821 datiert. Die denkmalwerten Teile des Lommertzhofes sind das alte Wohnhaus von 1822 und die gegenüberliegende Großraumscheune von 1821. Der Hof ist bedeutend für die Geschichte des Menschen, insbesondere die Lebensweise zu Beginn des 19. Jahrhunderts im ländlichen Raum. Er ist bedeutend für die Arbeits- und Produktionsverhältnisse, insbesondere in der 1. Hälfte des 19. Jahrhunderts, wo es für wohlhabende Bürger, selbständige Bauern oder die bisherigen Pächter möglich war, äußerst günstig große Güter zu erwerben und diese zu produktionsreichen Großanlagen umzuformen. Der Lommertzhof ist bedeutend für die Gemeinde Rommerskirchen und die Ortslage Nettesheim, als ehemaliges Versorgungsgut des Klosters Altenberg, das neben dem Stift St. Kunibert aus Köln wesentlich zur siedlungsgeschichtlichen Entwicklung der Region am Gillbach beitrug. Für die Erhaltung und Nutzung des Lommertzhofes liegen wissenschaftliche Gründe vor, die sich zwingend aus der Historie der Anlage ergeben. Es liegen architekturgeschichtliche Gründe vor, da der Hof mit seinem äußeren Erscheinungsbild ein anschauliches Zeugnis der baulichen Entwicklung der 1. Hälfte des 19. Jahrhunderts präsentiert. Die Großraumscheune mit drei Quertennen ist zudem ein äußerst selten erhaltener Bautyp. 1908 wurde das Wohnhaus der Mode entsprechend im Inneren grundlegend umgestaltet. Auch dies ist ein gutes bauliches Zeugnis von Selbstverständnis der wohlhabenderen Bevölkerung auf dem Lande. Der Hof ist als siedlungsgeschichtliche Keimzelle der Ortslage Nettesheim erhaltenswert, weil er wie der Fronhof des St. Kunibertstiftes wesentlich zur Entwicklung der Ortslage beitrug. | 1822              | 29.05.1995       | A 57            |
| Pfarrhaus                           | Pfarrhaus                               | Nettesheim Martinusstraße Karte                   | Das Pfarrgebäude liegt unweit der Kirche. Es ist ein zweigeschossiger Putzbau mit fünf Fensterachsen, Mitteleingang mit Treppenstufen, Walmdach und seitlich symmetrisch angeordneten eingeschossigen Ergänzungsbauten mit je zwei grundbogigen, zugesetzten Fensternischen. Die Außenmauern stammen im Wesentlichen vom Pfarrgebäude, das um 1760 errichtet wurde und dem Großbrand, der 1818 in Nettesheim wütete, zum Opfer fiel. Bis 1823 dauerten die Wiederherstellungsarbeiten. Das Gebäude ist bedeutend für die Geschichte des Menschen, insbesondere die Lebensweise eines Pfarrers auf dem Lande im ausgehenden 18. und beginnenden 19. Jahrhundert. Das Gebäude ist bedeutend für die Ortsgeschichte Nettesheim, weil es den Bautypus des Pfarrhauses wenigstens seit der 2. Hälfte des 18. Jahrhunderts an dieser Stelle tradiert und neben der Kirche und den beiden großen ehemaligen Klosterhöfen wesentlich historische Kontinuität des Ortes vor Augen führt. Das Gebäude ist erhaltenswert aus wissenschaftlichen und ortsgeschichtlichen Gründen, als Typus des ländlichen Pfarrhauses mit zugehörigem großen Versorgungsgarten, das bis heute entsprechend genutzt wird und über die Jahrhunderte ganz wesentlich zum Ortsbild und der Ortsidentität beitrug. | 1823              | 29.05.1995       | A 58            |
| Backstein-Wohnhaus                  | Backstein-Wohnhaus                      | Oekoven Römerstraße 50 Karte                      | Wohnhaus von 1852, einer ehemaligen 4-flügeligen Backsteinhofanlage in städtebaulich bestimmender Lage an Straßenbiegung gegenüber der Kirche. Das Wohnhaus ist 1-geschossig in 5 Achsen mit Drempel und Krüppelwalmdach. Im Inneren sind alte Kölner Decken erhalten. Das Haus ist für das Ortsbild im Verlauf der Römerstraße, die dem Ort mit seinem unverwechselbaren dörflichen Charakter ein besonderes Gepräge verleiht, bedeutend. Deshalb besteht für die Erhaltung und Nutzung ein öffentliches Interesse, da städtebauliche und volkskundliche Gründe vorliegen. | 1852              | 12.12.1984       | A 04            |
| Oekoverhof                          | Oekoverhof                              | Oekoven Gereonstraße 12 Karte                     | Wohnhaus 2-geschossig, Backsteinbau in 5 Achsen mit Stichbogenfenstern, Blausteinstufen, Krüppelwalmdach und einem seitlich anschließenden Wirtschaftsgebäude (gelöscht gem. Gerichtsbeschluss vom 24. Sept. 1987; vgl. A 38) als Reste der ehemals 4-flügeligen Backsteinhofanlage aus dem Ende des 18., teilweise 19. Jahrhunderts. Der Denkmalwert wird damit begründet, dass es sich bei dem erhaltenen Restbestand der Hofanlage Oekoverhof um die für die Geschichte des Ortes Oekoven bedeutendste Hofanlage handelt, die daher einen besonderen historischen Aussagewert in Bezug auf die Ortsgeschichte Oekovens hat. Darüber hinaus sind die architektonisch gestalterischen Qualitäten und die städtebaulich landschaftliche Eingebundenheit in das Ortsbild von Bedeutung. Auch der Hofrest in der Nachfolge noch wesentlich älterer Anlagen dokumentiert den historischen Tatbestand, dass die Entstehung und die Geschichte des Ortes Oekoven von der Existenz dieser Hofanlage abhängig gewesen ist, wie bereits die Namensgebung erkennen lässt. Für die Erhaltung und Nutzung liegen daher sehr bedeutende ortsgeschichtliche sowie wissenschaftliche, d. h. landeskundliche bzw. heimatkundliche Gründe vor. | 18. Jh.           | 12.12.1984       | A 06            |
| Wegekreuz                           | Wegekreuz                               | Oekoven Antoniusstraße Karte                      | Trachyt, Kreuz mit Muschelnische im oberen Bereich. Jahreszahl 1758 im Sockel; restauriert 1977. An der Erhaltung des Wegekreuzes besteht ein öffentliches Interesse, weil das Kreuz für den Ortsteil Oekoven und die Ortsgeschichte bedeutend ist sowie volkskundliche u. a. Gründe vorliegen. | 1758              | 25.11.1986       | A 25            |
| Backsteingebäude                    | Backsteingebäude                        | Oekoven Gereonstraße 10 Karte                     | Backsteingebäude seitlich an das Baudenkmal A 6, Wohn- bzw. Herrenhaus angebaut; Backsteinbau in der zweiten Hälfte des 19. Jh. umgebaut, Erdgeschoss ehemals Wirtschafts- und Stallräume, im Dachgeschoss mit Kniestock ehemals Gesindeunterkünfte. Der Denkmalwert wird damit begründet, dass selbst nach Abbruch der übrigen Wirtschafts- und Scheunengebäude im Jahre 1980 das verbliebene Neben- und Wirtschaftsgebäude neben dem Herrenhaus die Wirtschaftsweise sowie die sozialen Unterscheidungen eines großen landwirtschaftlichen Anwesens aus dem 18. und 19. Jahrhundert dokumentiert. Somit liegen insbesondere volkskundliche Gründe für die Bedeutung des Nebengebäudes vor. Daneben ist das Backsteingebäude in Verbindung mit dem Herrenhaus als nicht unwesentlicher Teil bedeutend für die Geschichte des Ortes Oekoven, was bereits aus der Namensbezeichnung des Hofes ablesbar ist. | 18. Jh.           | 29.10.1990       | A 38            |
| weitere Bilder                      | kath. Pfarrkirche St. Briktius          | Oekoven Roncalliplatz 1 Karte                     | 1223 zuerst erwähnt, damals im Besitz des Kölner Gereonstiftes; 1160; 1877-80; (August Lange). 3-schiffige, romanische Pfeilerbasilika mit flacher Decke, halbrunder Apsis und vorgesetztem Westturm; Tuffstein; Seitenschiffe 1877 bis 1880; Mittelschiff und Apsis mit Blendarkaturen; Kirchhofmauer mit Grabplatten des 18. Jh. aus Blaustein und Sandstein und klassizistische Grabdenkmäler des 19. Jh.; bemalte, flache Holzdecke und vollständige Ausmalung des 19. Jh., mobile Ausstattung des 19. Jh. bis auf die Glasfenster erhalten; Raumausmalung von 1882 von Matthias Göbbels; Die kath. Pfarrkirche St. Briktius ist bedeutend für die Geschichte des Menschen und für die Besiedlung der Landschaft, insbesondere für die Ortschaft Oekoven und die Gemeinde Rommerskirchen. Für die Erhaltung liegen vor allem wissenschaftliche, künstlerische, volkskundliche und städtebauliche Gründe vor. | 1877-80           | 28.10.1991       | A 44            |
| Stellwerk Oekoven                   | Stellwerk Oekoven                       | Oekoven Bahnhof Oekoven Karte                     | Die Entwicklung des Bahnhofs Oekoven ist in engem Zusammenhang mit der Braunkohle zu sehen. Bereits 1861 wurde in Neurath nahe bei Oekoven Braunkohle gefördert. Die Gewerkschaft „Rheingold“, später „Neurath“, baute 1909 eine Kleinbahn von der Grube Neurath zum Bahnhof nach Oekoven. Hier entstand ein privater Rangierbahnhof und Übergabegleise zur Staatsbahn. In den dreißiger Jahren reichte der Bahnhof für den Kohlenverkehr nicht mehr aus und wurde umgebaut. Mit dem Umbau entstand 1939 das Stellwerk Oof. Zu Beginn des Eisenbahnverkehrs wurden die Weichen, Signale und Schranken noch am Objekt selbst mit der Hand gestellt. Diese Methode war nur bei geringem Verkehr und einer kleinen Zahl zu stellender Weichen und Signale möglich. Es wurde bald nötig, die zu verstellenden Objekte zu zentralisieren, sie der Aufsicht eines Weichenwärters zu unterstellen und eine Wärterbude zu errichten. Das Stellwerk in Oekoven entspricht allen den zu den Stellwerksgebäuden der Dreißiger Jahre zu treffenden Feststellungen. Es wurde als zweigeschossiger Bau aus Ziegeln in vier Achsen errichtet. Die Fenster sind dreiflügelig, zwei davon feststehend, einer über einem feststehenden Unterteil beweglich. Ein äußerst flachgeneigtes Walmdach aus Beton mit weitem Überstand deckt den Bau. Eine abgewinkelte Treppe führt außen zum Fahrdienstleiterraum hinauf. Der Spannwerksraum wird durch kleine liegende Fenster belichtet. An das Erdgeschoss lehnt sich ein eingeschossiger Anbau für die Rangierer und die Rotte an. Die Räume erhielten ihr Licht durch hochrechteckige zweiflügelige Fenster. Auch diesen Baukörper aus Backstein deckt ein flachgeneigtes Walmdach. Neben den herkömmlichen Kennzeichen weist es, auch noch Zeichen des Dritten Reiches, Schutzraumanlagen auf. Das Stellwerk Oekoven ist bedeutend für die Entwicklung der Arbeitsverhältnisse des Ortsteils Oekoven; für die Erhaltung und Nutzung liegen wissenschaftliche und ortsgeschichtliche Gründe vor, weil das Stellwerk als Symbol des Braunkohlebahnhofs Oekoven anzusehen ist und die Eisenbahngeschichte der Typen Stellwerksgebäude widerspiegelt. | 1939              | 01.02.1994       | A 50            |
| weitere Bilder                      | Lambertuskapelle                        | Ramrath Lambertusstraße Karte                     | Ältestes kirchliches Bauwerk im Gemeindegebiet aus dem 12. Jh. und vermutlich älter, was noch zu erforschen ist. Rechteckiger, verputzter Tuffbau, geschlämmt, mit geradem Chorschluss, Flachdecke mit Mittelstütze, Dachreiter, 1830 erneuert; Verwendung von römischen Ziegeln und Inschriftsteinen als Spoilien; wohl ehemalige Eigenkirche des alten Ramrather Hofes. Die Kapelle ist bedeutend für die Kunstgeschichte der Menschen im Gemeindegebiet, die Siedlungsgeschichte am Gillbach und ist prägend für das ländliche Ortsbild. Für die Erhaltung sprechen künstlerische, volkskundliche, städtebauliche und wissenschaftliche Gesichtspunkte. | 12. Jh.           | 12.11.1984       | A 01            |
| Haus Kamp                           | Haus Kamp                               | Ramrath Lambertusstraße 23 Karte                  | 4-flügelige Hofanlage. Wohnhaus, 1818 errichtet, Putzbau in 7 Achsen. Zum Hof drei mittlere Achsen mit Mitteleingang durch Dreiecksgiebel betont. Mansardwalmdach im unteren Teil verschiefert mit je 2 hochrechteckigen Dachfenstern in den Seitenachsen. Fenster- und Türgewände in Naturstein, sprossengeteilte Fenster mit breiten Kämpfern, im Obergeschoss überhöht. Rückseitiger Ziergarten mit altem Baumbestand durch Mittelstür erschlossen. Die zugehörigen Backsteinwirtschaftsgebäude und das Hofgeviert erschließende Korbbogentor entstanden 1877. | 1818              | 26.05.1986       | A 09            |
| Ramrather Hof                       | Ramrather Hof                           | Ramrath Kölner Straße 26 Karte                    | Die heute vierflügelige Hofanlage geht auf eine mit Wassergräben umzogene Hofesfeste zurück, von denen heute noch Reste erhalten sind. Urkundlich bereits 1285 als Eigentum des Klosters Maria im Kapitol zu Köln nachweisbar. Wohnhaus, 1792 (laut Maueranker) erbaut, zum Hofgeviert traufenständig, Backsteinhaus geschlämmt, mit hohem Satteldach, geschweifte Giebel. Zweigeschossig in 6 Achsen, seitlicher Eingang mit zweiläufiger Treppe (Freitreppe) und Podest. Fenster- und Türöffnungen mit Natursteingewänden und Segmentbögen, im Obergeschoss niedriger mit Schlagläden. An den Giebelseiten bilden niedrige Wirtschaftsgebäude den Übergang zu den 1952 neu errichteten Hofgebäuden. Das Hoftor stammt von Kloster Langwaden und trägt die Jahreszahl 1789. Bemerkungen: Eintragung gemäß Eintragungsanordnung des Regierungspräsidenten Düsseldorf vom 16. Jan. 1985 nach § 21 (3) DschG. | 1792              | 26.05.1986       | A 10            |
| Wegekreuz                           | Wegekreuz                               | Ramrath gegenüber Haus Kamp Karte                 | Muschelkalk, quadratischer Sockel mit Inschrift, Chronogramm und Muschelnische; Kreuz mit Sandsteinkorpus. | 1781              | 26.05.1986       | A 11            |
| Wegekreuz                           | Wegekreuz                               | Ramrath bei Haus Leusch Karte                     | Rechteckiger Sockel mit Inschrift, Datierung und Muschelnische; Steinkreuz mit Plastikkorpus. Restauriert 1977/78. An der Erhaltung des Wegekreuzes besteht ein öffentliches Interesse, weil das Kreuz für den Ortsteil Rommerskirchen Villau und die Ortsgeschichte bedeutend ist sowie volkskundliche u. a. Gründe vorliegen. | 1869              | 25.11.1986       | A 26            |
| Sinstedener Hof                     | Sinstedener Hof                         | Sinsteden Alte Dorfstraße 4 Karte                 | 4-flügeliger Backsteinkomplex mit einem alten Wohnhaus von 1776, 2geschossig in 8 Achsen. Backstein im Klosterformat und Steingewände in Andesit-Sohlbänken, datiert durch Wappen über der ehemaligen (heute zugemauerten) Tür; heutiges Wohnhaus 2-geschossig in 2 : 7 Achsen mit einem leicht vorgezogenen 3 achsigen Mittelrisalit, Mansardwalmdach mit 2-geschossigem Giebelhaus, das die mittleren 3 Achsen betont, Backstein mit Werksteingewänden der Fenster und der Tür; zugehörig ein kleiner Gartenpavillon auf rechteckigem Grundriss, Backstein mit Mansardwalmdach. Der Sinstedenerhof ist ein gutes Beispiel für herrschaftliche Backsteinhofanlagen dieser Zeit inmitten der durch die Landwirtschaft geprägten Rommerskirchener Lößplatte. Des Weiteren ist er für die Geschichte des Ortes Sinsteden von Bedeutung, insbesondere für die Entstehung und Entwicklung dieses Ortes. Das Anwesen ist darüber hinaus bedeutend für die Entwicklungs- und Produktionsverhältnisse der Landwirtschaft. Für die Erhaltung liegen u. a. städtebauliche Gründe vor. | 30.08.1991        |                  | A 41            |
| Kesselhof                           | Kesselhof                               | Sinsteden Grevenbroicher Straße 29 Karte          | Dreiflügeliger Backsteinhof von ca. 1862, das Wohnhaus zweigeschossig in 5 Achsen mit Gewölbekeller, Torbogen, das Wirtschaftsgebäude und die rückwärtige Scheune später verändert, alle Teile in Backstein unverputzt. Er ist ein gut erhaltenes typisches Beispiel für mittlere Backsteinhofanlagen dieser Zeit inmitten der durch die Landwirtschaft geprägten Rommerskirchener Lössplatte. Der Kesselhof ist für die Geschichte des Ortes Sinsteden bedeutend, insbesondere für die Entwicklung und Entstehung des Ortsteils an der ehemaligen Provinzialstraße, heute B 59. Das Anwesen ist darüber hinaus bedeutend für die Entwicklung der Arbeits- und Produktionsverhältnisse der Landwirtschaft seit der Mitte des 19. Jahrhunderts. Für die Erhaltung und Nutzung liegen u. a. städtebauliche und volkskundliche Gründe vor. Der Kesselhof hat Beziehung zu dem Kesselkreuz, Baudenkmal A 32 an der B 59. | 1862              | 24.05.1991       | A 40            |
| Wegestock                           | Wegestock                               | Sinsteden Schulstraße Karte                       | kleiner Backsteinbau mit 3-seitigem Schluss und Spitzbogennische, flankierende, vortretende Backsteinpfeiler mit Zeltbedachung. | 2. H. 19. Jh.     | 29.05.1995       | A 62            |
| Wegekapelle                         | Wegekapelle                             | Sinsteden Monschauer Weg Karte                    | Die auf der Kreuzung Monschauer Weg/Maternusstr. gelegene Kapelle wurde im ausgehenden 19. Jh. errichtet. Es ist ein kleiner neugotischer Backsteinbau mit Walmdach, querrechteckigem Grundriss, Strebepfeilern als Eckverstärkungen, Lisenengliederung, Spitzbogenfries unter der Traufe, leicht vorgezogenem übergiebeltem spitzbogigem Eingang, vergitterte Nische. Im Inneren sind Mettlacher Fußbodenplatten, ein spitzbogiges Kreuzrippengewölbe, eine geschlämmte, steinerne Altarmensa mit Eckbalustern, darauf ein kleiner Sockel und ein schlichtes Kreuz, in den Seitenwänden ist je ein spitzbogiges kleines Fenster. Die Kapelle ist bedeutend für die Geschichte des Menschen, als Ausdruck der Volksfrömmigkeit, weil religiöse Denkmäler anschaulich das Maß und die Stärke der Gottverehrung und des religiösen Glaubens widerspiegeln. Die Kapelle ist bedeutend für die Ortslage Sinsteden und damit für die Gemeinde Rommerskirchen, weil sie auf die volkstümliche Verehrung des Hl. Maternus, die ausschließlich in der alten Erzdiözese Köln zu finden ist, verweist. Die Kapelle ist erhaltenswert aus wissenschaftlichen, architekturgeschichtlichen und volkskundlichen Gründen, als Stätte religiöser Verehrung und Ausdruck der Volksfrömmigkeit, in einer ländlich geprägten Region wie der Gemeinde Rommerskirchen, wo die Bitte um Schutz und Erlösung sich naturgemäß an den Patron der Haustiere und Helfer gegen ansteckende Krankheiten richtet. | 19. Jh.           | 29.05.1995       | A 65            |
| Wegekreuz                           | Wegekreuz                               | Ueckinghoven Ueckinghovener Straße Karte          | Blaustein, Sockel erneuert mit Jahreszahl, Muschelnische ebenfalls erneuert, Kreuz mit Mater Dolorosa und Reliefkorpus. An der Erhaltung des Wegekreuzes besteht ein öffentliches Interesse, weil das Kreuz für den Ortsteil Ueckinghoven und die Ortsgeschichte bedeutend ist sowie volkskundliche u. a. Gründe vorliegen. | 1777              | 02.06.1986       | A 12            |
| Wegekreuz                           | Wegekreuz                               | Villau Straße nach Muchhausen Karte               | Sandstein und Blaustein, hoher Stufensockel mit altarartigem, quadratischem Unterbau mit Inschrift und Datierung, hohes Steinkreuz mit Steinkorpus. Steinkorpus sehr gefährdet! An der Erhaltung des Wegekreuzes besteht ein öffentliches Interesse, weil das Kreuz für die Ortschaft und die Ortsgeschichte bedeutend ist sowie volkskundliche u. a. Gründe vorliegen. | 1851              | 06.06.1986       | A 15            |
|                                     |                                         | Vanikum Berghütte (Ende) Karte                    | Sandstein, verputzt, barocker Sockel mit barockem Nischenaufbau, sehr hohes Steinkreuz mit verputztem Steinkorpus, restauriert 1981. An der Erhaltung des Wegekreuzes besteht ein öffentliches Interesse, weil das Kreuz für den Ortsteil Vanikum und die Ortsgeschichte bedeutend ist sowie volkskundliche u. a. Gründe vorliegen. | Ende 18. Jh.      | 24.11.1986       | A 29            |
| Haus Muchhausen                     | Haus Muchhausen                         | Villau Haus Muchhausen Karte                      | Auf ehemaliger Wasserburganlage erbaute 4-flügelige Backsteinhofanlage, das Herrenhaus aus der ersten Hälfte des 19. Jh., 2-geschossig in 5 Achsen mit durch doppelläufige Treppe und Dreiecksgiebel betonter Mittelachse in Quaderputzfassade. Scheunentrakte aus der ersten Hälfte des 19. Jh., teilweise modernisiert, außerhalb der 4-flügeligen Anlage (alte Schmiede im Osten/gelöscht am 24. Okt. 1988) und ehemaliges Backhaus als südlicher Vorbau, ein unterirdischer Weinkeller, wohl 18. Jh. sowie Gartenanlagen mit Sonnenuhr. Die Anlage ist mit Wassergräben umgeben, die z. T. in den letzten Jahren trockengefallen sind. Haus Muchhausen ist bedeutend für die Geschichte des Menschen, der Siedlungsgeschichte der Gemeinde Rommerskirchen sowie für die Arbeits- und Produktionsverhältnisse. Für seine Erhaltung sprechen wissenschaftliche, städtebauliche, kunstgeschichtliche und volkskunstgeschichtliche und volkskundliche Gründe. | 1. Hälfte 19. Jh. | 22.09.1987       | A 33            |
| Kapelle                             | Kapelle                                 | Widdeshoven Hoeninger Straße 39 Karte             | 1-geschossiger, oktogonaler Backsteinbau mit Spitzbogentür und hohem Dachreiter. Die Kapelle ist bedeutend für die Kunstgeschichte der Menschen im Gemeindegebiet, die Siedlungsgeschichte am Gillbach und ist prägend für das ländliche Ortsbild. Für die Erhaltung sprechen vor allem volkskundliche und städtebauliche Gesichtspunkte. | Ende 19. Jh.      | 05.01.1987       | A 07            |
| Wegekreuz                           | Wegekreuz                               | Widdeshoven L 69 nach Widdeshoven Karte           | Sandstein, quadratischer Sockel mit neuromanischen Schmuckformen, Inschrift, neues Kreuz mit kleinem Metallkorpus. An der Erhaltung des Wegekreuzes besteht ein öffentliches Interesse, weil das Kreuz für den Ortsteil Widdeshoven und die Ortsgeschichte bedeutend ist sowie volkskundliche u. a. Gründe vorliegen. | 1874              | 02.06.1986       | A 14            |
|                                     |                                         | Widdeshoven Vronoverhof 45 Karte                  | Trachyt, Sockel mit Inschrift und Datierung, Muschelnische, Kreuz mit Reliefkorpus. An der Erhaltung des Wegekreuzes besteht ein öffentliches Interesse, weil das Kreuz für die Ortschaft und die Ortsgeschichte bedeutend ist sowie volkskundliche u. a. Gründe vorliegen. Das Kreuz datiert aus der Entstehungszeit des heutigen Vronoverhofes. | 1752              | 06.06.1986       | A 16            |
| 4-flügelige Fachwerkhofanlage       | 4-flügelige Fachwerkhofanlage           | Widdeshoven Breite Straße 16 Karte                | Ehemalige 4-flügelige Fachwerkhofanlage, das Wohnhaus zweigeschossig, giebelständig, die Hofseite im 20. Jh. backsteinverkleidet, Scheunentrakte modern. Der Fachwerkhof ist typisch für die Bebauung des Ortsteiles Widdeshoven. Für die Erhaltung bestehen v. a. orts- und siedlungsgeschichtliche, volkskundliche und städtebauliche Gründe. | 18. Jh.           | 29.09.1993       | A 49            |
| Alte Schmiede                       | Alte Schmiede                           | Widdeshoven Im Kamp 3 Karte                       | Schräg in den Straßenraum gestellter, giebelständiger Backsteinbau der Zeit um die Jahrhundertwende mit Lisenen, rundbogiger Nische im Giebel, hohen gesprossten Rundbogenfenstern aus Eisen mit geschweifter Sprossung in den Oberlichtern. Rückwärtig befindet sich unter einen Pultdachanbau der Beschlagstall (Notstall) für die Pferde. Auch hier finden sich zwei Eisensprossenfenster. Zwei Eingänge führen ins Innere. Die Ausstattung ist im Wesentlichen vollständig erhalten: Beschlagstall, Esse mit Kamin, eine von Hand zu betreibende Bohrmaschine, eine Schleifmaschine. Bis 1975 wurde hier das Schmiedehandwerk ausgeübt. Die Schmiede ist bedeutend für die Geschichte des Menschen und das Schmiedehandwerk um die Jahrhundertwende. Sie ist bedeutend für die Arbeits- und Produktionsverhältnisse, weil sie in anschaulich guter Weise die handwerkliche Produktionsstätte eines Schmiedes um die Jahrhundertwende zeigt. Das Gebäude ist erhaltenswert aus wissenschaftlichen, insbesondere aus ortsgeschichtlichen Gründen, als gut erhaltener Schmiedehandwerksbetrieb, als ehemalige für den Ort Widdeshoven zuständige Dorfschmiede. In Auf- und Umriss, in der Giebelständigkeit zur Straße passt sich das Gebäude der umliegenden Wohnhausbebauung an. Nur die Eisenfenster deuten auf eine Produktionsstätte, die sich aber ins Ortsbild einfügt. | unbekannt         | 29.05.1995       | A 61            |
| Vronoverhof                         | Vronoverhof                             | Widdeshoven Vronoverhof Karte                     | Die Hofanlage Vronoverhof erfüllt die Voraussetzungen zur Einstufung als Baudenkmal gemäß § 2 DSchG NW. Es handelt sich um eine vierflügelige Hofanlage, die seit ihrer Gründung in bördetypischer Alleinlage besteht. Bereits die erste Erwähnung im Jahre 1234 zeigt den Vronoverhof, dessen heutiger Name noch die Entstehung aus dem ehemaligen Knechtstedener Fronhof dokumentiert, im Besitz der Abtei Knechtsteden. Noch auf der Tranchotkarte von 1807 ist der Vronoverhof als vierflügelige Anlage mit Resten einer Wasserumwehrung dargestellt. Die heutige Gebäudegruppe umfasst das Wohnhaus, eine Fachwerkscheune, eine Backsteinscheune, Tor- und Stalltrakt, Kuhstall, Pferdestall, Remise. Nicht Teil des Denkmals sind jüngere schuppenartige Anbauten und das abseits gelegene Altenteilerhaus. Das zweigeschossige, teilunterkellerte Wohnhaus ist durch Maueranker auf das Jahr 1763 datiert und weitgehend im Zustand der Erbauungszeit erhalten. Der Backsteinbau ist verputzt, die stichbogigen Fensteröffnungen sind mit Klobensteinen aus Trachyt eingefasst. Im Backsteinkeller sind Tonnengewölbe und vier Leuchternischen erhalten. Das Erdgeschoss wurde in jüngerer Zeit modernisiert unter Beibehaltung der meisten strukturellen Wände; die Decken wurden überwiegend verkleidet. Das Obergeschoss ist unverändert, hier sind alle Kölner Decken original, und alle Türen entstammen der ersten Hälfte des 19. Jahrhunderts. Der eichene Dachstuhl, als Pfettendachstuhl mit liegenden Stuhlsäulen ausgeführt, ist ebenfalls ungestört und original. Ungewöhnlich ist der Ausbau eines Hausteiles zum Pferdestall, bauzeitgleich mit dem gesamten Haus. Die große Doppelquertennenscheune aus Fachwerk ist im 18. Jahrhundert entstanden und nur geringfügig verändert (Kartoffelkeller E. 19. Jahrhundert). Das Fachwerkgerüst ist vollständig und in gutem Zustand. Tor- und Stalltrakt, Kuhstall, Pferdestall mit Remise sowie die Backsteinscheune sind gegen Ende des 19. Jahrhunderts anstelle älterer Vorgängergebäude errichtet worden und trotz veränderter bzw. teilweise keiner Nutzung in gutem und bis zu den Dachstühlen weitgehend originalem Zustand. Die Hofanlage ist bedeutend für die Geschichte des Menschen, da sie als eine der ältesten noch am Ursprungsort bestehenden landwirtschaftlichen Betriebe der Region ein lebendiges und erlebbares Zeugnis für diese jahrhundertealte Kulturlandschaft darstellt. Außerdem ist sie auch noch im derzeitigen Zustand anschaulich für eine Wirtschaftsform, der seit Beginn der Geschichtsschreibung in diesem Lande der größte Teil der Menschen seine Existenzsicherung verdankte und die über Generationen Lebens- und Erfahrenswelten der Bevölkerung prägte. Sie ist bedeutend für die Geschichte der Gemeinde Rommerskirchen, denn nicht nur die historische Dimension der Region wird von derartigen Hofanlagen getragen, auch die Entstehung der meisten Ortschaften geht darauf zurück. Zudem hat sie große Bedeutung für die Geschichte der Arbeits- und Produktionsverhältnisse; ihr nahezu vollständiger historischer Gebäudebestand und dessen Einrichtung vermitteln die Wirtschaftsformen der Vergangenheit und ihre Entwicklung seit dem 18. Jahrhundert. Produktion und Lagerung landwirtschaftlicher Erzeugnisse sind vielfach bis ins Detail nachvollziehbar; anhand der beiden Scheunen aus unterschiedlicher Zeit lässt sich sogar die Veränderung in Fruchteinbringung und Lagerung während der letzten drei Jahrhunderte ablesen bis zur neuesten Lagerungsart in Silos. Die meisten anderen Arbeitsvorgänge auf einem großen Gutshof mit seiner fast völligen Autarkie haben deutliche Spuren hinterlassen, so dass in seltener Vollständigkeit hier ein mittlerweile historischer Gesamtbetrieb dokumentiert ist. Die Anlage ist erhaltenswert aus wissenschaftlichen, insbesondere architekturgeschichtlichen und volkskundlichen Gründen. Für die Architekturgeschichte bietet sie reiches Anschauungs- und Forschungsmaterial, da sie in der Anlage, im Material und in der handwerklichtechnischen Bearbeitung auf einem hohen Niveau der Vergangenheit sehr eindrucksvoll erhalten ist. Für die Sozialgeschichte und Volkskunde bestehen hier zahlreiche Ansätze für eine Erforschung und anschauliche Darstellung historischer Arbeitsabläufe und der davon abhängigen sozialen Beziehungen innerhalb einer derart geschlossenen Lebensgemeinschaft. | 1763              | 25.05.1999       | A 69            |
| Fachwerkbau                         | Fachwerkbau                             | Widdeshoven Bruchstraße 10 Karte                  | Das Dorf Widdeshoven wurde wahrscheinlich durch den nahegelegenen Rittersitz Hoeningen gegründet. Die Ortschaft liegt im sog. Hoeninger Bruch am Gillbach. Auf der französischen Tranchot-Karte von 1807/08 ist der Ort als dichtbesiedeltes Straßendorf erkennbar. Das Gebäude Bruchstr.10 liegt auf der Südseite der Straße. Es wurde um 1800 gebaut. Der giebelständige, eingeschossige Fachwerkbau wird traufseitig erschlossen. Der Fachwerkständerbau zeigt durchgezapfte Ankerbalken, schlichte, nahezu quadratische Gefache, hofseitig einen weiten Dachüberstand mit profilierten Sparrenenden. Die straßenseitige Giebelwand wurde nach dem Zweiten Weltkrieg backsteinverkleidet. Ein Teil des Gebäudes ist von einem tonnengewölbten Backsteinkeller unterfangen. Die mittige Diele mit Steinplattenboden und Treppe und die Raumstruktur ist ablesbar. 1. Das Gebäude ist bedeutend für die Geschichte des Menschen, insbesondere für die Wohn- und Lebensweise in einem kleinen Fachwerkhof eines Straßendorfes mit heute noch überwiegend kleinteilig strukturierter Bebauung. 2. Das Gebäude ist erhaltenswert aus wissenschaftlichen, insbesondere architektur- und ortsgeschichtlichen Gründen. Es ist eines der wenigen in relativ originalem Zustand überkommenen kleinen Fachwerkhöfe der Ortslage Widdeshoven, die zu Beginn des 19. Jahrhunderts das Straßendorf prägten. Kennzeichnend für diese einfachen Gebäude ist die Giebelständigkeit, das schlichte Fachwerk als Ständerbau mit durchgezapften Ankern, die traufseitige Erschließung mit Mitteldiele, die Teilunterkellerung. Das Gebäude ist ohne den rückwärtigen Anbau und ohne den Rest der Scheune ein Denkmal gem. § 2 DSchG NW. Es ist bedeutend für die Geschichte des Menschen und erhaltenswert aus wissenschaftlichen, architektur- und ortsgeschichtlichen Gründen. | 1800              | 25.05.1999       | A 71            |